# Wasyl Hradowyj
Wasyl Stepanowycz Hradowyj (ukr. Василь Степанович Градовий, ur. 29 lipca 1964 w Skomorochach) – ukraińska osoba publiczna, biznesmen i filantrop. Dyrektor PAP „Dzwin”. Kawaler Orderu „Za zasługi” III stopnia (2009), Zasłużony Pracownik Rolnictwa Ukrainy (2015). Nagrodzony bronią osobistą.

## Biografia
Ukończył Technikum Techniczne w Buczaczu (1983) i Moskiewską Akademię Weterynaryjną (1992). Pracował jako lekarz weterynarii w kołchozie „Prawda” (1983-1994), był przewodniczącym tego kołchozu (1994-2000), a obecnie jest dyrektorem PAP „Dzwin” (od 2000).
Deputowany Czortkowskiej Rady Rejonowej III kadencji, Tarnopolskiej Rady Obwodowej (2015, od 2020). Przewodniczący Rady Producentów Rolnych w rejonie czortkowskim.
Żonaty, ma dzieci, wnuki.

## Źródła
- Василь Градовий // Голос народу, № 34 (24.8.2011), s 7 (Пишний краю цвіт).
- Градовий Василь Степанович // Куркуль.